# Ломнезерка
Ломнезерка (Янгозерка, Ямозерка, Сегозерка) — река в России, протекает в Карелии.
Исток — Янгозеро на севере Суоярвского района. Течёт на север, впадает в озеро Селецкое в Медвежьегорском районе. Длина реки — 42 км, площадь водосборного бассейна — 1370 км².
В 20 км от устья по левому берегу реки впадает река Чёрная. В 26 км от устья по правому берегу реки впадает река Гумарина. Кроме того, в озеро Нижний Мярат на Ломнезерке впадает река Калмунга. Также Ломнезерка протекает через озёра Иманъярви и Ломчеозеро.